# Tofu fermenté

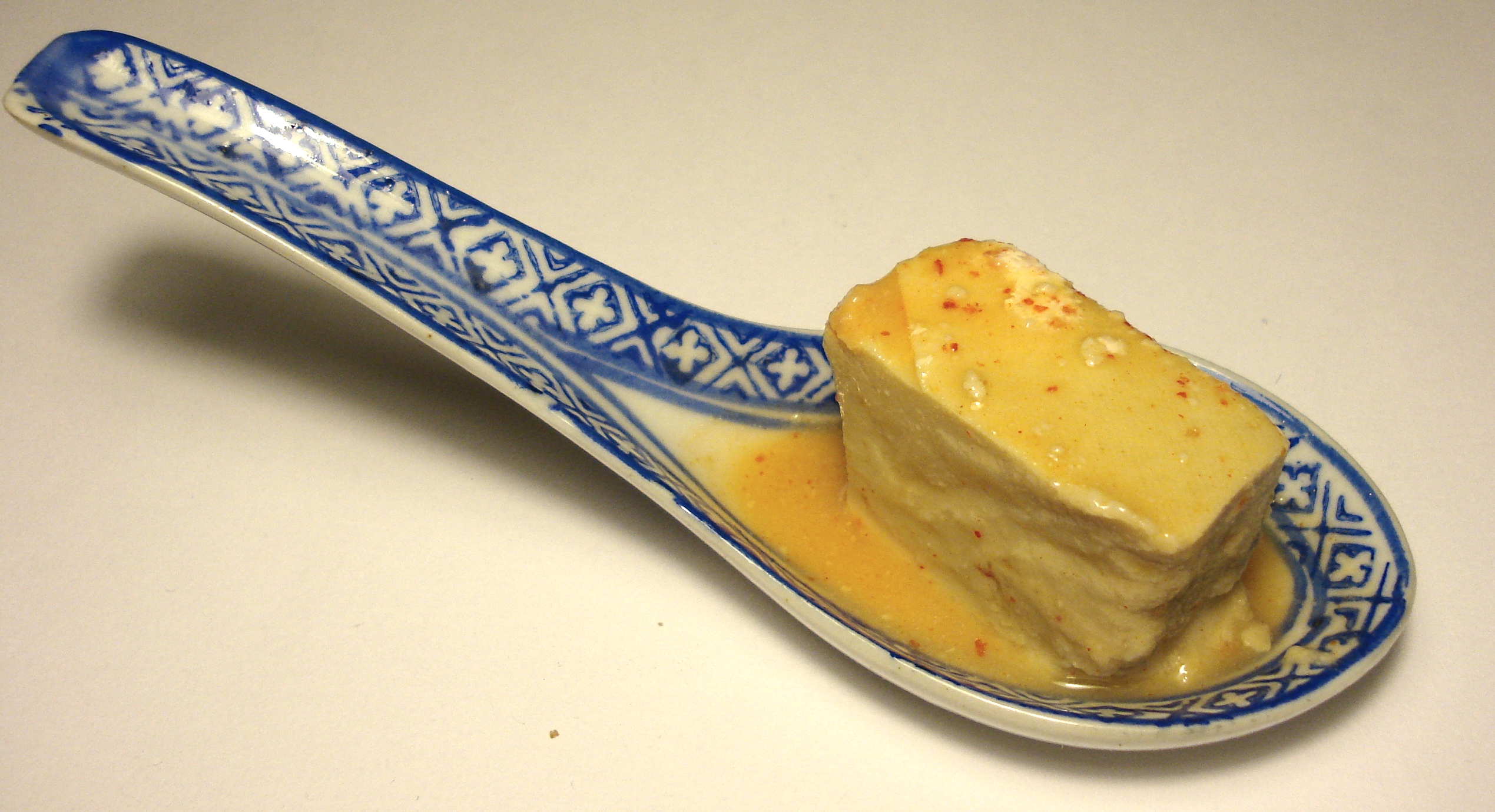
Tofu fermenté

Le tofu fermenté, sufu, furu (chinois : 腐乳, fǔrǔ, « lait fermenté », abréviation de doufuru (豆腐乳, dòufǔrǔ, « tofu lacto »)) est un condiment se présentant sous forme d'une pâte molle et crémeuse, à forte odeur, obtenu par lacto-fermentation en ensemençant du tofu avec des moisissures de l'ordre des mucorales (appartenant aux genres Actinomucor, Rhizopus, notamment Rhizopus chinensis, ou différentes espèces du genre Mucor : Mucor sufu, Mucor rouxianus, Mucor racemosus), suivi d'un salage et d'un affinage. Originaire de Chine, il est fabriqué suivant diverses méthodes en Asie Orientale.
Le terme de sufu est apparu dans un article scientifique en 1970 de Wang et Hesseltine qui citent par ailleurs une dizaine de synonymes, en raison des multiples dialectes chinois. C'est maintenant devenu le terme standard dans la littérature scientifique en anglais. Toutefois le terme de sufu n'est pas familier pour la majorité des Chinois qui emploient actuellement le terme mandarin standard de 腐乳 (pinyin : fǔrǔ) ou 豆腐乳 (pinyin : dòufurǔ).
Au Japon, le produit est connu seulement dans la préfecture d'Okinawa, sous influence chinoise, jusqu'aux années 1870 pendant le Royaume de Ryukyu, (sous le nom de tofuyo). Bizarrement, il n'est pas connu dans le reste du Japon ni en Corée. Il est connu aussi aux Philippines comme tao ju, en Thaïlande comme tau-fu yee et au Viêt Nam comme chao ou dau-phu-nyu.

## Description

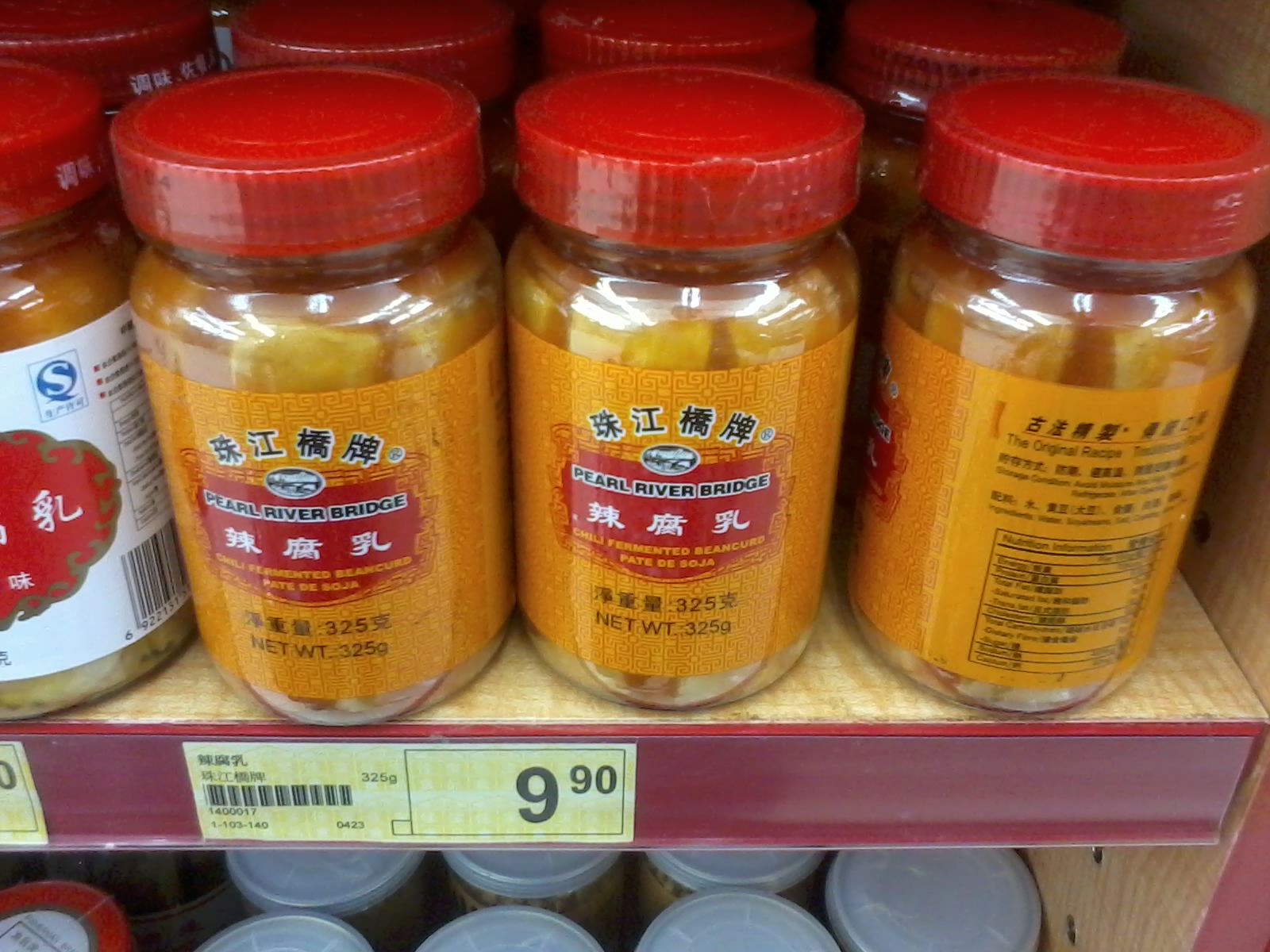
La rufu, le tofu fermenté épicé， vendu en pots à Hong Kong

Le tofu fermenté se présente sous forme de petits cubes de 2-3 cm de côté et 1-2 cm d'épaisseur, de texture crémeuse semblable au beurre et d'une odeur allant du fromage bleu au camembert, vendus en pots, dans une marinade de vin de riz, de sauce de sésame ou d'épices. Très salé, le goût évoque la feta ou les anchois marinés.
On trouve du tofu fermenté de différentes couleurs. Le rouge est affiné avec du koji rouge (hongqu) ou du piment doux. Le blanc, commun dans la Chine du Sud, est moins salé et ne contient pas de koji rouge. On en trouve aussi un gris, affiné avec le petit-lait de soja et des épices.
C'est un condiment au goût fort, que l'on peut manger pur mais qui sert généralement à apprêter les plats.

## Fabrication en Chine
Le processus de fabrication se fait en quatre grandes étapes :
1. préparation de tofu
2. fermentation par ensemencement du tofu avec des moisissures (parfois des bactéries)
3. salage
4. affinage (macération, vieillissement)

Le tofu subit en principe deux fermentations : à l'étape 2, une incubation de moisissure dans un lieu bien ventilé (aérobie), puis à l'étape 4, une fermentation en milieu fermé (anaérobie). La première fermentation sur substrat solide réclame de l'oxygène et libère un grand nombre d'enzymes qui agiront au début de la phase d'affinage, en milieu liquide. Ces fermentations ne peuvent se produire de manière satisfaisante à température élevée, c'est pourquoi la fabrication de sufu mauvaise qualité est un gros problème pour de nombreuses fabriques de sufu travaillant dans des ateliers à plus de 30 °C  durant l'été.

### Fabrication traditionnelle artisanale
La fabrication domestique ou artisanale utilise les ferments sauvages dont les spores sont naturellement présentes sur les claies, la paille de riz utilisée ou dans l'air des bâtiments.

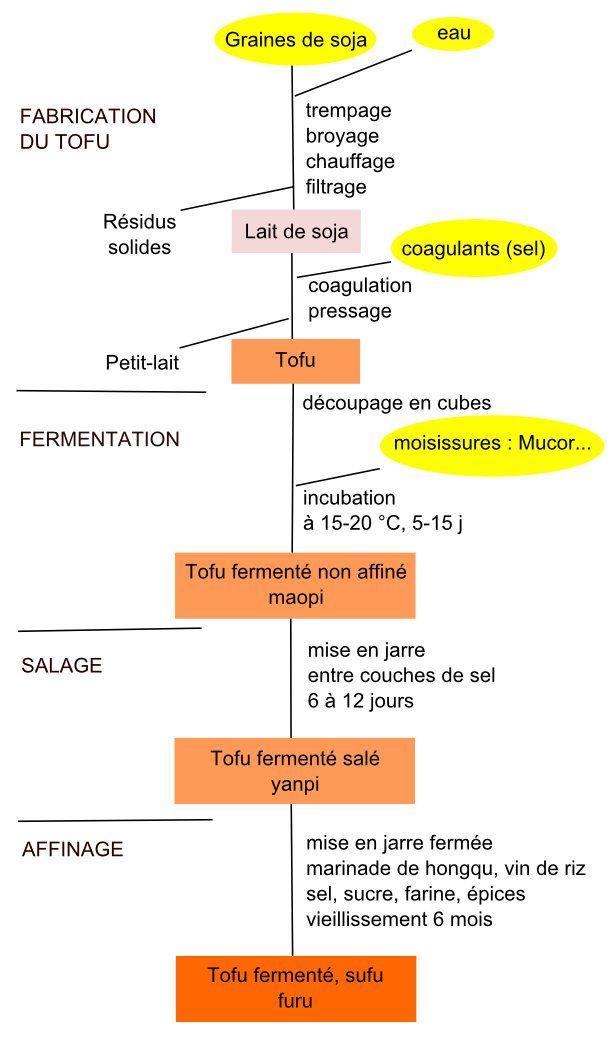
Procédé de fabrication traditionnel du tofu fermenté

1. Fabrication du tofu : des graines de soja mises à tremper une nuit, sont broyées pour obtenir un « lait »[N 2] que l'on fait ensuite bouillir quelques minutes. On sépare les résidus solides du liquide (ou lait de soja). Lorsque ce dernier est encore chaud, on le fait "cailler" en ajoutant du sel (sulfate de calcium ou de magnésium) ou en l'acidifiant. On filtre et presse pour séparer le "petit-lait" du gel, appelé tofu.
2. Fermentation : on découpe le tofu en dés de 2-3 cm de côté que l'on dispose ensuite sur des claies de lattes de bambou. Les claies sont empilées les unes sur les autres et entourées de paille pour faciliter l'ensemencement fongique. La température doit rester entre 15 et 20 °C pour éviter la prolifération de bactéries, levures ou moisissures indésirables, autres que les Mucor. Cette étape dure de 5 à 15 jours, suivant le lieu et la saison[1]. Un tapis de filaments mycéliens se développe à la surface du tofu. Ce tofu fermenté non affiné, avec son tapis mycélien en surface, s'appelle en chinois máopī  毛坯 (mao poil) et en anglais scientifique « pehtze ».
3. Salage : après avoir aplati de la main le feutrage mycélien, les cubes de tofu "poilu" (maopi) sont placés dans de grandes jarres de terre cuite. On les dispose en couches avec entre elles une couche de sel. Cette phase dure de 6 à 12 jours, le temps que la concentration de sel atteigne 16 %. Les cubes de tofu salé sont appelés maintenant yánpī  盐坯 (ou « salted pehtze » en anglais scientifique). Avant l'étape suivante, les cubes sont enlevés des jarres et lavés.
4. Affinage : les cubes de tofu "salé" (yanpi) sont mis dans différents types de saumures caractéristiques de la tradition locale, qui vont donner la touche organoleptique spécifique au produit final. C'est une longue macération dans des solutions comportant du hongqu (angkak), des boissons alcooliques, du sel, du sucre, de la farine et des épices. Cet affinage se fait aussi dans des jarres de terre cuite dont l'ouverture est fermée par des feuilles de bambou et celée à l'argile. Le vieillissement dure six mois.

### Fabrication industrielle
À partir de la fin du XIXe siècle, la découverte des micro-organismes impliqués dans les fermentations a permis de comprendre les processus microbiologiques mis en œuvre et par suite de mieux les contrôler pour pouvoir conduire des productions à grande échelle sans aléas et de qualité constante. La première identification de micro-organismes impliqués dans la préparation du sufu est l’œuvre de Wai en 1929 qui dénomma la moisissure Mucor sufu. Quatre décennies plus tard, il reprit l'investigation avec ses collaborateurs et trouva dans plusieurs ateliers de Taiwan et Hong Kong des souches de Actinomucor elegans. La liste s'est considérablement accrue depuis et comporte plus d'une douzaine de micro-organismes.
1. Fabrication du tofu : le processus de fabrication du tofu est de type habituel, sauf qu'on utilise 20 % de coagulant en plus que pour la production de tofu alimentaire[1]. Après pressage du gel, on découpe en dés de 3,2 × 3,2 × 1,6 cm.
2. Fermentation : On connaît bien maintenant les moisissures adaptées à la transformation du tofu qui font d'un gel insipide au départ, une pâte crémeuse aromatique après fermentation. Elles doivent être dotées d'un système enzymatique ayant de fortes activités protéolytiques et lipolytiques, capables de casser les grosses molécules non détectées par le système gustatif, en petites molécules odorantes et de préférence savoureuses. Les genres mucor, actinomucor et rhizopus conviennent bien. Les micro-organismes varient suivant le lieu de production[6] : à Shaoxing et Suzhou est présent mucor sufu, à Taiwan on trouve mucor racemosus, à Pékin actinomucor elegans, dans le Jiangsu rhizopus liquefiens, etc.

L'inoculation des cubes de tofu se fait par aspersion (au moyen de vaporisateurs) d'une culture pure préparée par ailleurs. L'incubation se fait dans des pièces maintenues à environ 25–30 °C, à forte humidité (95 – 97 %) et très bonne aération. Rapidement, en 8 à 12 heures, le mycélium recouvre d'un voile blanc les cubes de tofu. On arrête l'incubation au bout de 48 heures. Chaque espèce de moisissure possède des conditions optimum de température, d'humidité et de durée de culture, pour produire un maximum de protéase, lipase, α-amylase et α-galactosidase et de glutaminase et β-galactosidase. Les saveurs et la texture recherchées du sufu qui se développeront durant les phases suivantes de salage et d'affinage sont déterminées par les enzymes produites par les moisissures durant cette phase cruciale d'incubation-fermentation.
1. Salage : le salage peut se faire par la méthode traditionnelle dans des jarres, en empilant des couches de tofu et de sel. Une autre procédure pour mieux contrôler la concentration de sel, consiste à plonger les cubes de tofu fermentés dans une saumure pendant 4 à 5 jours, le temps que la concentration du sel dans les cubes atteigne 12 % et que l'humidité diminue de 10-15 %. Le sel accroît la sapidité et inhibe la croissance de contaminants microbiens indésirables.
2. Affinage : c'est l'étape essentielle pour le développement des arômes du sufu. Les protéines du soja sont hydrolysées en peptides et acides aminés. Les principaux acides aminés rencontrés sont l'acide glutamique, l'acide aspartique, la leucine/isoleucine et l'alanine. Les saveurs les plus appréciées du sufu viendraient du contenu en acides aminés et principalement de l'acide glutamique[1]. Les lipides du soja sont aussi hydrolysées en acides gras. Durant la maturation le contenu en lipides diminue et l'acidité augmente[8]. Lorsque de l'alcool est ajouté, il interagit avec les acides gras pour former des esters, donnant des arômes puissants. Les bêta-glucosidases produites dans la phase 2, hydrolysent les glucosides d'isoflavones[N 3] et libèrent les isoflavones libres qui améliorent la qualité nutritionnelle et la saveur du produit[4].

Pour fabriquer un sufu rouge, les cubes de soja salés sont mis à macérer dans une solution saline, d'angkak (koji rouge de riz), de farine, d'alcool, de sucre et d'épices. La saumure peut aussi comporter de l'huile de sésame ou des piments. La durée de vieillissement a été ramenée de la durée traditionnelle de 6 mois à 2-3 mois.
La concentration en sel finale de 10 à 12 % est élevée, au regard des effets indésirables sur la tension artérielle mais ne peut guère être abaissée car elle réduirait la durée optimale de consommation (DLUO).

## Les différents types de tofu fermentés

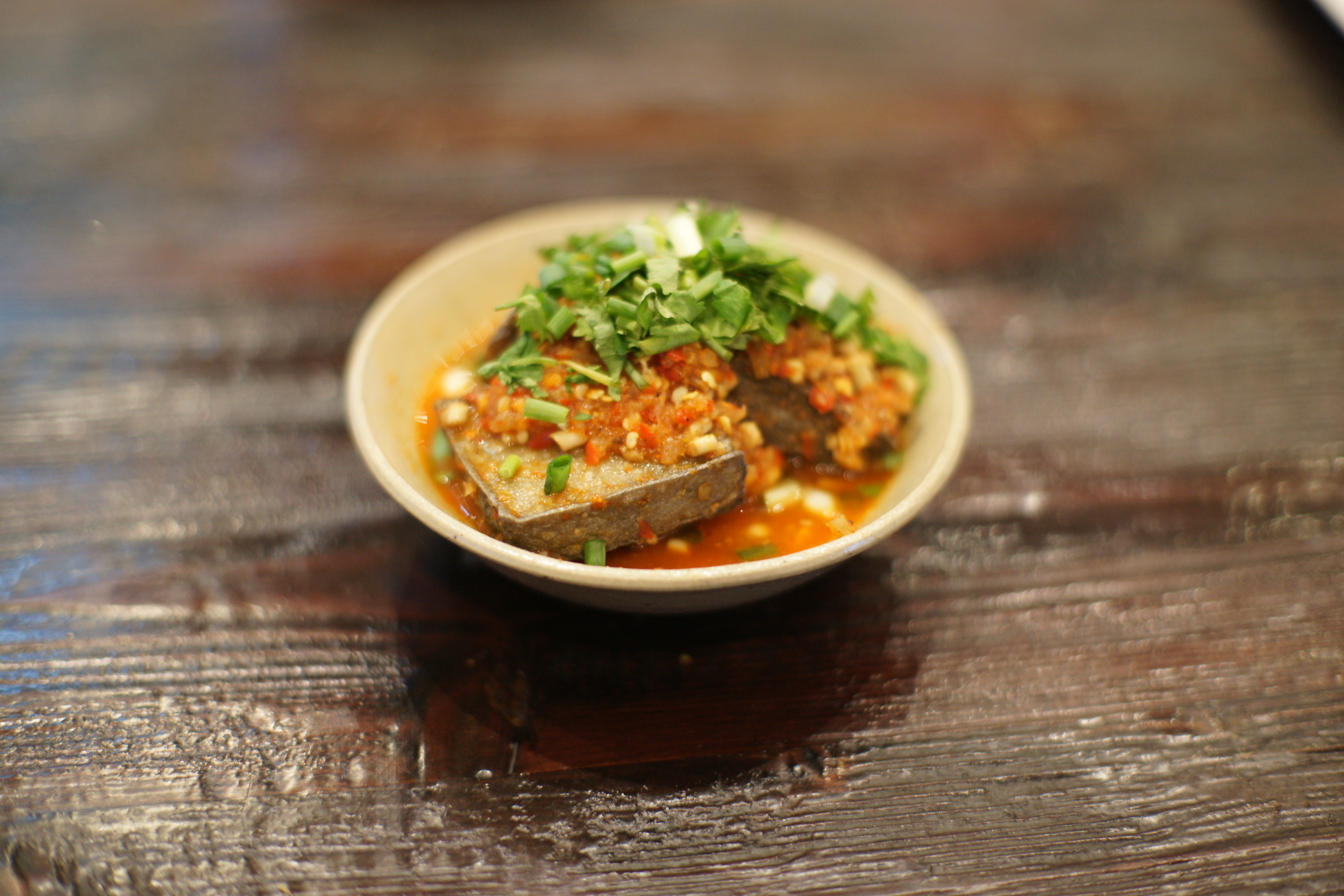
Tofu fermenté de Guilin, l'un des « trois trésors » de la ville.

On peut considérer avec Han et als qu'il y a quatre types de sufu produit en Chine.

1 sufu fermenté par des moisissures sélectionnées 

C'est la procédure la plus courante utilisée dans l'industrie agro-alimentaire telle qu'on l'a décrite dans la section précédente.
1. préparation du tofu
2. ensemencement avec une culture pure de moisissure
3. salage
4. affinage

2 sufu fermenté naturellement

C'est la procédure traditionnelle de production en Chine.
1. préparation du tofu
2. ensemencement avec un ferment naturel
3. salage
4. affinage

3 sufu fermenté par des bactéries
Il est fabriqué à Kedong (Heilongjiang), Wuhan (Hubei).
 Cette procédure comporte une phase de salage avant l'inoculation des moisissures
1. préparation du tofu
2. pré-salage :  6,5 % de sel absorbé en 2 jours
3. ensemencement avec une culture bactérienne pure (Bacillus spp. Micrococcus spp.), à 30−38 °C, 7 jours; puis séchage à 50−60 °C
4. salage
5. affinage, 3 mois au plus

4 sufu affiné aux enzymes

Cette procédure ne comporte que trois étapes. Comme il n'y a pas d'ensemencement de moisissures avant l'affinage, on rajoute un ferment (koji) au moment de l'affinage. Ce type de fabrication du sufu se rencontre à Taiyuan (Shanxi) et à Shaoxing (Zhejiang).
1. préparation du tofu
2. salage
3. affinage ; il n'y a pas de fermentation avant affinage, du koji est rajouté pour l'affinage; 6 à 10 mois d'affinage

## Histoire
Le tofu et le tofu fermenté sont originaires de Chine.
La première mention connue de fermentation du tofu dans les textes anciens se trouve dans un texte du XVIe – XVIIe siècle, le Penglong ye hua 蓬栊夜话 « Discours nocturnes des Monts Penglong » de Li Rihua 李日华 (+1565, 1635) :

« Les gens du district de Yi [dans l'Anhui] aiment faire fermenter le tofu durant l'automne. Ils attendent que le morceau de tofu change de couleur et soit couvert de filaments. Puis ils enlèvent les poils, le sèchent et le plongent dans l'huile bouillante comme pour faire une pâtisserie sǎn 馓, et laissent s'égoutter l'huile. Il est cuit avec d'autres aliments. »

— (adapté de la traduction de Huang 2000)
À la fin du XVIIe siècle, on trouve un texte donnant une description précise du procédé de fermentation du tofu avec salage et macération, tout à fait semblable à la procédure traditionnelle donnée dans une section précédente. Il s'agit du Shi Xian Hong Mi 食宪鸿秘 de +1680. Ce texte utilise en outre, pour la première fois, les termes contemporains de furu et rufu.